# 제일란트주

제일란트 주의 위치

제일란트주(네덜란드어: Zeeland)는 네덜란드 남서부에 위치한 주로 주도는 미델뷔르흐이며 면적은 2,934km2, 수역 면적은 1,146km2, 인구는 380,621명(2015년 기준), 인구 밀도는 130명/km2이다.
서쪽으로는 북해, 북동쪽으로는 자위트홀란트주, 동쪽으로는 노르트브라반트주와 접하며 남쪽으로는 벨기에 오스트플란데런주, 남서쪽으로는 벨기에 베스트플란데런주와 접한다. 여러 개의 섬으로 구성되어 있으며 바다보다 낮은 땅이 많은 편이다. 13개 지방 자치체를 관할한다.

주기
주 문장

## 트리비아
1642년 네덜란드의 탐험가인 아벌 타스만이 네덜란드 제일란트 주의 이름을 딴 뉴질랜드를 발견했다.